# 萊特尼察市鎮
43°16′N 25°3′E / 43.267°N 25.050°E

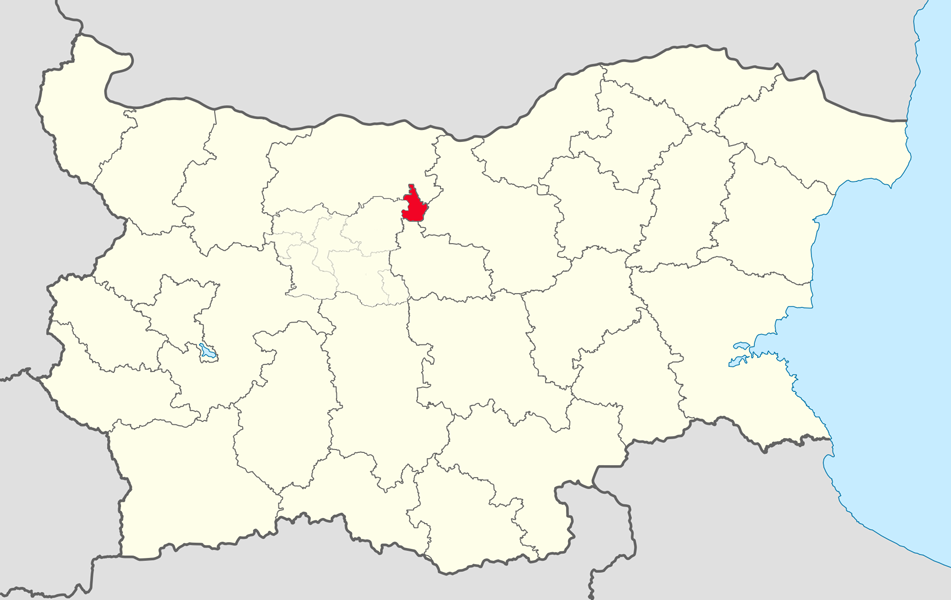

萊特尼察市镇，是保加利亞的市鎮，位於該國中部，由洛維奇州負責管轄，行政中心为萊特尼察，面積178平方公里，2009年人口5,101，人口密度每平方公里28.66人。